# Стальной шлем (фильм)
«Стальной шлем» — американский военный фильм (Корейская война) 1951 года, спродюсирован Сэмюэлем Фуллером, выступившим также сценаристом и режиссёром.
В ролях: Джин Эванс, Роберт Хаттон, Стив Броуди, Джеймс Эдвардс и Ричард Лу. Первый американский фильм о Корейской войне и первый из нескольких военных фильмов Фуллера.

## Сюжет
В начальных титрах изображен стальной шлем армии США. На его левой стороне можно видеть пулевое отверстие. Внезапно шлем начинает двигаться. Это шлем сержанта армии США Зака, он медленно ползёт по крутому травянистому холму, мимо тел солдат с пулевыми отверстиями в шлемах. Он движется боком, потому что его руки связаны за спиной. Он замирает при приближении босоногого мальчика с ружьем. Мальчик убеждается, что Зак жив, переворачивает его, разрезает путы и усаживает. Освободившись, сержант быстро обрабатывает рану на левом колене.
Мальчик удивляется, что Зак при пробитом шлеме остался жив. Обнажив рану на голове, Зак объясняет, что пуля прошла через шлем, закрутилась и вышла, лишь слегка задев его голову.
Зак — единственный выживший из своего подразделения, которое было хладнокровно расстреляно после сдачи врагу. Осиротевший ребёнок настаивает на том, чтобы следовать за ним, объясняя: Будда говорит, что тот, кто спасает жизнь человека, держит его сердце в своих руках. Зак сначала прогоняет его, но вскоре смягчается, и разрешает остаться с ним, дав ему прозвание «Короткострел».
Они встречают капрала Томпсона, чернокожего медика 19-го пехотного полка, также единственного выжившего из своего взвода. Вскоре они сталкиваются с патрулем, возглавляемым неопытным лейтенантом Дрисколлом, люди которого говорят, что Томпсон — «отставший», намеренно отделившийся от своего взвода. Северокорейцы оставили его в живых только для лечения своих раненых.
Когда по отряду открывает огонь пара снайперов, Зак и сержант Танака убивают их. Зак неохотно соглашается сопроводить отряд к буддийскому храму, где предполагается установить наблюдательный пункт. На привале, несмотря на возражения Зака, лейтенант Дрисколл приказывает одному из солдат забрать жетон с трупа военнослужащего США. Солдат погибает от взрыва мины-ловушки, прикрепленной к телу.
Мужчины без дальнейших происшествий добираются до заброшенного храма, но той ночью скрывающийся там северокорейский майор убивает часового. Затем он бросает в оставшихся в живых гранату, однако она не взрывается, а самого майора ловит Зак, предварительно ранив его. Майор заводит разговор сначала с Томпсоном, а затем и с Танакой, указывая на расизм, с которым они сталкиваются в Соединённых Штатах и среди своих предполагаемых товарищей, однако получает от них грубый ответ. Зак собирается доставить пленного майор в штаб, ожидая отпуска в качестве награды. Прежде чем они уйдут, лейтенант Дрисколл просит обменять шлемы на удачу, но Зак отказывается. Позже, к ужасу Зака, мальчика убивает корейский снайпер. Когда корейский майор высмеивает молитву Будде, которую мальчик написал для Зака, Зак теряет контроль и ранит его. Дрисколл упрекает Зака в отсутствии хладнокровия, и Зак требует, чтобы Томпсон спас жизнь пленного, чтобы его можно было допросить в штабе. Однако оказанная ему медицинская помощь не помогает, и майор умирает.
Подразделение замечает приближающихся северокорейцев и вызывает артиллерийский удар. Когда противник понимает, что обстрел корректируется из храма, он начинает атаку под прикрытием танка. Солдаты отбивают атаку, но выживают только Зак, Танака, Томпсон и радист.
Покидая храм, Зак идет к могиле солдата, над которым он безжалостно издевался за то, что он отказался от военной службы по соображениям совести во время Второй мировой войны. Из-за перемен во взглядах мужчина отправился воевать в Корею, отложив свои планы по получению священства. Он погиб, изрешетив врага из пулемёта 30-го калибра. Зак меняет шлемы и идет дальше.
Мужчины уходят от камеры через арку. Слова «Это ещё не конец истории» появляются на экране.

## В ролях
| Актёр           | Роль               |
| --------------- | ------------------ |
| Джин Эванс      | сержант Зак        |
| Роберт Хаттон   | рядовой Бронте     |
| Стив Броуди     | лейтенант Дрисколл |
| Джеймс Эдвардс  | капрал Томпсон     |
| Ричард Лу       | сержант Танака     |
| Сид Мелтон      | Джо                |
| Ричард Монахан  | рядовой Болди      |
| Уильям Чун      | «Короткострел»     |
| Харольд Фонг    | красный майор      |
| Нейл Морроу     | солдат             |
| Линн Сталмастер | второй лейтенант   |

## Производство
В октябре 1950 года Фуллер снял свой фильм за десять дней с двадцатью пятью статистами, студентами Калифорнийского университета в Лос-Анджелесе, и фанерными декорациями, в студии с использованием тумана и натурными съемками в парке Гриффит за 104 000 долларов.
По словам Бена Манкевича из Turner Classic Movies, Фуллер написал сценарий за неделю. «Стальной шлем» собрал более 2 миллионов долларов.
«Стальной шлем» поднимает тему Американского расизма, когда северокорейский военнопленный-коммунист обсуждает с чернокожим солдатом неравенство, от которого тот страдает как на службе, так и в тылу. Персонаж дает ему грубый отпор. Корейский солдат также впервые упоминает в голливудском фильме об интернировании американцев японского происхождения во время Второй мировой войны. Военные вызвали Фуллера на конференцию по фильму, недовольные эпизодом, где Зак расстреливает военнопленного. Фуллер, ветеран Второй Мировой войны, ответил, что во время войны такое случается часто, и попросил своего бывшего командующего, бригадного генерала Джорджа Тейлора позвонить в Пентагон, чтобы подтвердить это.
Фуллер отобрал на главную роль Джина Эванса, отказавшись от идеи крупной студии снять «Стальной шлем» с Джоном Уэйном в роли сержанта Зака. Фуллер пригрозил уйти, когда продюсеры хотели заменить Эванса на Ларри Паркса. Микки Нокс утверждал, что был первым выбором Фуллера на роль Зака, но отказался от фильма.

## Отзывы и критика
Босли Краузер из «The New York Times» открыл свой обзор словами: «Для явно малобюджетной картины, снятой за феноменально короткое время, „Стальной шлем“ Сэмюэля Фуллера имеет несколько удивительно хороших моментов». Краузер похвалил Фуллера за то, что он «обошел романтические военные клише», но раскритиковал постановку и декорации как «явно искусственные».
Рецензент журнала Variety написал о фильме: «Стальной шлем представляет корейские боевые действия в мрачной, жестокой истории, которая превосходно рассказана», и отметил, что «главные герои добавляют сурового реализма».
В Harrison’s Reports написали, что фильму «суждено было занять свое место среди лучших когда-либо созданных фильмов о войне. Сэмюэл Фуллер поставил его так умело, что внимание зрителя удерживается в тисках от начала и до конца».
Джон Маккартен из «The New Yorker» отнесся к фильму с меньшим энтузиазмом, чем большинство других критиков, посчитав его «ни лучше и ни хуже, чем обычное голливудское отношение к таким вопросам».
Британский ежемесячный бюллетень фильмов также отнесся к «Стальному шлему» пренебрежительно, назвав его «неизбежно тяжелой работой. Большая часть фильма свидетельствует о том, что была снята в студии, а сцены в джунглях, в частности, не кажутся правдоподобными».
Среди более поздних оценок Дэйв Кер из Chicago Reader написал в 2014 году, что «первым крупным достижением Сэма Фуллера является мрачный фрагмент агитпропа, действие которого происходит во время Корейской войны, где измученный боями американский сержант (Джин Эванс) заключает договор о выживании с корейским сиротой. Мощная режиссура Фуллера превращает банальную историю в яркое исследование национальной и личной идентичности». В 1998 году Джонатан Розенбаум из Chicago Reader включил этот фильм в свой нерейтинговый список лучших американских фильмов, не вошедших в топ-100 AFI.
Критики журнала Time Out написали в рецензии 2014 года, что этот фильм является «характерно сильным военным фильмом Фуллера, в котором описывается судьба сержанта Зака (Джин Эванс), единственного выжившего после убийства военнопленных в Корее. Спасенный корейским сиротой и присоединившись к другим солдатам, отрезанным от своих подразделений, циничный ветеран Эванса воплощает неизменный тезис сценариста-режиссёра о том, что, чтобы пережить безумие войны, необходим безжалостный индивидуализм. Фуллер не восхваляет ни своего героя-одиночку, ни саму войну: даже если он явно поддерживает присутствие США в Корее, битва по-прежнему остается хаотичным и смертоносным делом, и никто понятия не имеет, почему они сражаются. Боевые сцены потрясающие, что противоречит очень низкому бюджету фильма».
На агрегаторе отзывов Rotten Tomatoes фильм имеет рейтинг одобрения 100 %, основанный на 16 отзывах, со средним рейтингом 7,8/10.